# Buffalorahütte
Die Buffalorahütte (ital. Capanna Buffalora) ist eine Berghütte der Associazione Sentieri Alpini Calanca (ASAC), im italienischsprachigen Calancatal (Val Calanca) im Kanton Graubünden in der Schweiz. 
Sie ist die einzige bewartete Berghütte im Calancatal und wichtigster Etappenort des Sentiero Alpino Calanca. Sie liegt östlich von Rossa auf 2078 m ü. M. unterhalb des Pass de Buffalora (2261 m ü. M.), in aussichtsreicher Lage mit Blick ins Calancatal.
Sie bietet 30 Schlafplätze (und fünf in der kleinen, unbeheizten Dépendance) und ist in der Sommersaison von Mitte Juni bis Ende Oktober bewirtschaftet.

## Geschichte
Wilfried Graf aus Binningen begann mit seiner Familie ab 1973 von seinem Ferienhaus in Selma aus alte, in der Karte eingezeichnete Wege wieder begehbar zu machen. Einzelne Wege wurden im Rahmen von internationalen Schüleraustauschen wiederhergestellt. Hierbei entstand die Idee, einen zusammenhängenden Weg von San Bernardino bis Santa Maria in Calanca, den Sentiero Alpino Calanca, zu schaffen. Zur finanziellen Unterstützung wurde 1978 der Verein Associazione Sentieri Alpini Calanca (ASAC) gegründet. Der Verein erstellte entlang des Sentiero Alpino die erste Buffalorahütte (1981) und die Biwakhütten Ganan (1983) und Pian Grand (1985). 
Nachdem 1985 eine Lawine die erste Buffalorahütte zerstört hatte, wurde 1987 die zweite Buffalorahütte auf einem sicheren Geländerücken in der Nähe der alten Hütte erbaut. 2015 konnte die renovierte und erweiterte Hütte eingeweiht werden. Sie verfügt neu über 30 Plätze in sieben Räumen.
Der ASAC kümmert sich auch weiterhin um den Unterhalt der Hütten und vieler Wanderwege im wilden Calancatal, um sie in dem von der Vergandung bedrohten Tal zu erhalten.

## Zustiege
Die Buffalorahütte kann auf verschiedenen Wegen erreicht werden. Die Hauptzugänge sind aus dem Calancatal von Rossa (1088 m) in 3 Stunden; vom Misox ab Soazza (620 m) in ca. 5 Stunden oder von der mit dem Auto/Taxidienst erreichbaren Alp de Bec (1515 m) in ca. 2½ Stunden.

## Touren
Die Hütte eignet sich als Hauptunterkunft für den Sentiero Alpino, als Ausgangspunkt für Übergänge ins Misox sowie Rundwanderungen und Gipfelziele im Calancatal. Wegbeschreibungen finden sich auf der Homepage der Buffalorahütte.

### Nachbarhütten/-biwaks
- Rifugio Pian Grand ASAC, nicht bewartet, im Winter geschlossen
- Rifugio Ganan ASAC, nicht bewartet, im Winter geschlossen
- Rifugio Alp di Fora ASAC, nicht bewartet, im Winter offen

## Gefahren
Der teilweise ausgesetzte Sentiero Alpino Calanca ist als Bergwanderweg weiss-rot-weiss markiert. Schwierige Stellen sind mit Ketten oder Drahtseilen gesichert. Er verlangt Ausdauer und Trittsicherheit. Bei Regen, Schnee und Nebel kann er schwierig und gefährlich werden. 
Gipfel oder Wege ohne Markierung sollten nur von erfahrenen Bergsteigern begangen werden. 